# جهانغير أباد (زرين دشت)
جهانغیر أباد (بالفارسية: جهانگیرآباد) هي قرية تقع في إيران في قسم زرين دشت الريفي. يقدر عدد سكانها بـ 533 نسمة .